# Ruth Westheimer
Ruth Westheimer (Wiesenfeld, 4 giugno 1928 – New York, 12 luglio 2024) è stata una divulgatrice scientifica, sessuologa, sociologa e terapista statunitense con cittadinanza tedesca, che raggiunse la notorietà col programma radiofonico Sexually Speaking.

## Biografia
Nata Karola Ruth Siegel, nel piccolo villaggio di Wiesenfeld (ora parte di Karlstadt), in Germania, figlia unica di Irma (nata Hanauer) e di Julius Siegel, entrambi ebrei ortodossi, all'età di 28 anni e con una figlia appena nata emigrò negli Stati Uniti, stabilendosi a Washington Heights, Manhattan. Lavorò come cameriera, inizialmente per 75 centesimi l'ora e poi per un dollaro l'ora, per mantenersi agli studi: si laureò in sociologia alla New School nel 1959, con una borsa di studio. Nel 1965 divenne cittadina statunitense. Nel 2007 riebbe la cittadinanza tedesca attraverso il German Citizenship Project, progetto che permise ai discendenti dei tedeschi privati della cittadinanza durante il regime nazista di riottenerla senza perdere la cittadinanza statunitense.

### Primi anni di carriera
Dopo aver conseguito il dottorato, lavorò per un breve periodo per Planned Parenthood ad Harlem formando le donne per insegnare l'educazione sessuale, e questa esperienza la incoraggiò a continuare a studiare la sessualità umana. Lavorò come ricercatrice post-dottorato presso il New York-Presbyterian Hospital e come professore associato aggiunto per cinque anni. Insegnò al Lehman College, al Brooklyn College, all'Hunter College, all'Adelphi University, alla Columbia University, alla Yale University, alla Princeton University, alla New York University, al New York Hospital-Cornell Medical Center/Weill Cornell Medicine e a West Point. Inoltre fu terapista sessuale in uno studio privato, sulla East 73rd Street nell'Upper East Side di Manhattan.

### Carriera nei media
Descritta come "Nonna Freud" e "Suor Wendy della sessualità", contribuì a rivoluzionare i discorsi sul sesso e la sessualità alla radio e alla televisione, sostenendo la necessità di parlare apertamente di questioni sessuali. Affrontò vari argomenti rispondendo a domande riguardanti l'anorgasmia nelle donne, quale fosse il momento migliore della giornata per fare sesso (la mattina), l'eiaculazione precoce negli uomini, i preliminari, il sesso orale, le fantasie sessuali ("abbracciale"; "Se vuoi credere che un'intera squadra di calcio sia a letto con te, va bene"), la masturbazione, l'erezione, le posizioni sessuali, il punto G. Un giornalista descrisse la sua voce come "un incrocio tra Henry Kissinger e Minni".

## Discorsi ed etnografia
Westheimer tenne discorsi di apertura al seminario dell'Hebrew Union College, al Lehman College della City University of New York e, nel 2004, al Trinity College, dove le furono conferiti titoli onorari. Fu inoltre relatrice ospite presso il Bronx High School of Science di New York in occasione dello Yom HaShoah 2008.
Westheimer fu anche un'etnografa di talento. I suoi studi in questo campo riguardarono gli ebrei etiopi, gli isolani Trobriand della Papua Nuova Guinea e i drusi, una setta originata dallo sciismo, presenti in Israele, Siria e Libano. Questi ultimi furono al centro del suo documentario PBS del 2007 The Olive and the Tree: The Secret Strength of the Druze e di un libro dallo stesso titolo. Fu anche produttrice esecutiva dei documentari PBS Surviving Salvation and No Missing Link, Shifting Sands: Bedouin Women at the Crossroads e The Unknown Face of Islam (on the Circassians).
Westheimer fece inoltre parte del consiglio del Museum of Jewish Heritage nel Lower Manhattan a New York City.

## Vita privata
Nel 1967 si sposò per la terza volta. Ebbe due figli: un maschio e una femmina.

## Filmografia
- Electric Dreams, regia di Steve Barron (1984)[26]
- Alta, bella e pericolosa (Une femme ou deux), regia di Daniel Vigne (1985)